# Westfield (New Jersey)
Westfield város az USA New Jersey államában, Union megyében. Lakosainak száma 31 032 fő (2020. április 1.).

## Népesség
A település népességének változása:
| Lakosok száma | 2152 | 30 316 | 31 032 |
|               | 1810 | 2010   | 2020   |